# العلاقات الدنماركية الجامايكية
العلاقات الدنماركية الجامايكية هي العلاقات الثنائية التي تجمع بين الدنمارك وجامايكا.

## مقارنة بين البلدين
هذه مقارنة عامة ومرجعية للدولتين:
| وجه المقارنة                                              | الدنمارك                                                     | جامايكا       |
| --------------------------------------------------------- | ------------------------------------------------------------ | ------------- |
| المساحة (كم2)                                             | 42.92 ألف                                                    | 10.99 ألف     |
| عدد السكان (نسمة)                                         | 5.79 مليون                                                   | 2.95 مليون    |
| الكثافة السكانية (ن./كم²)                                 | 134.9                                                        | 268.43        |
| العاصمة                                                   | كوبنهاغن                                                     | كينغستون      |
| اللغة الرسمية                                             | اللغة الدنماركية                                             | لغة إنجليزية  |
| العملة                                                    | كرونة دنماركية                                               | دولار جامايكي |
| الناتج المحلي الإجمالي (بليون دولار)                      | 324.87 مليار                                                 | 14.77 مليار   |
| الناتج المحلي الإجمالي (تعادل القوة الشرائية) بليون دولار | 278.61 مليار                                                 | 24.79 مليار   |
| الناتج المحلي الإجمالي الاسمي للفرد دولار أمريكي          | 51.99 ألف                                                    | 5.23 ألف      |
| الناتج المحلي الإجمالي للفرد دولار أمريكي                 | 45.54 ألف                                                    | 8.88 ألف      |
| مؤشر التنمية البشرية                                      | 0.900                                                        | 0.719         |
| رمز المكالمات الدولي                                      | +45                                                          | +1876         |
| رمز الإنترنت                                              | .dk                                                          | .jm           |
| المنطقة الزمنية                                           | توقيت وسط أوروبا، ت ع م+02:00، ت ع م+01:00، أوروبا/كوبنهاجن ‏ | 00            |

## منظمات دولية مشتركة
يشترك البلدان في عضوية مجموعة من المنظمات الدولية، منها:
| علم المنظمة | اسم المنظمة                               | تاريخ انضمام الدنمارك | تاريخ انضمام جامايكا |
| ----------- | ----------------------------------------- | --------------------- | -------------------- |
|             | يونسكو                                    | 4 نوفمبر 1946         | 7 نوفمبر 1962        |
|             | وكالة ضمان الاستثمار متعدد الأطراف        | 12 أبريل 1988         | 12 أبريل 1988        |
|             | الأمم المتحدة                             | 24 أكتوبر 1945        | 18 سبتمبر 1962       |
|             | الاتحاد البريدي العالمي                   | ?                     | ?                    |
|             | البنك الدولي للإنشاء والتعمير             | 30 نوفمبر 1960        | 21 فبراير 1963       |
|             | الاتحاد الدولي للاتصالات                  | 1866                  | 18 فبراير 1963       |
|             | منظمة حظر الأسلحة الكيميائية              | ?                     | ?                    |
|             | مؤسسة التمويل الدولية                     | 20 يوليو 1956         | 31 مارس 1964         |
|             | المركز الدولي لتسوية المنازعات الاستشارية | 24 مايو 1968          | 14 أكتوبر 1966       |
|             | منظمة التجارة العالمية                    | 1995                  | ?                    |
|             | منظمة الشرطة الجنائية الدولية             | ?                     | ?                    |

## أعلام
هذه قائمة لبعض الشخصيات التي تربطها علاقات بالبلدين:
- أنتوني جونسون (دبلوماسي جمايكي، 14 يونيو 1938 – )

## وصلات خارجية
- موقع وزارة الخارجية الدنماركية
- موقع وزارة الخارجية الجامايكية